# Аббатство святого Матфея в Фин-Терр

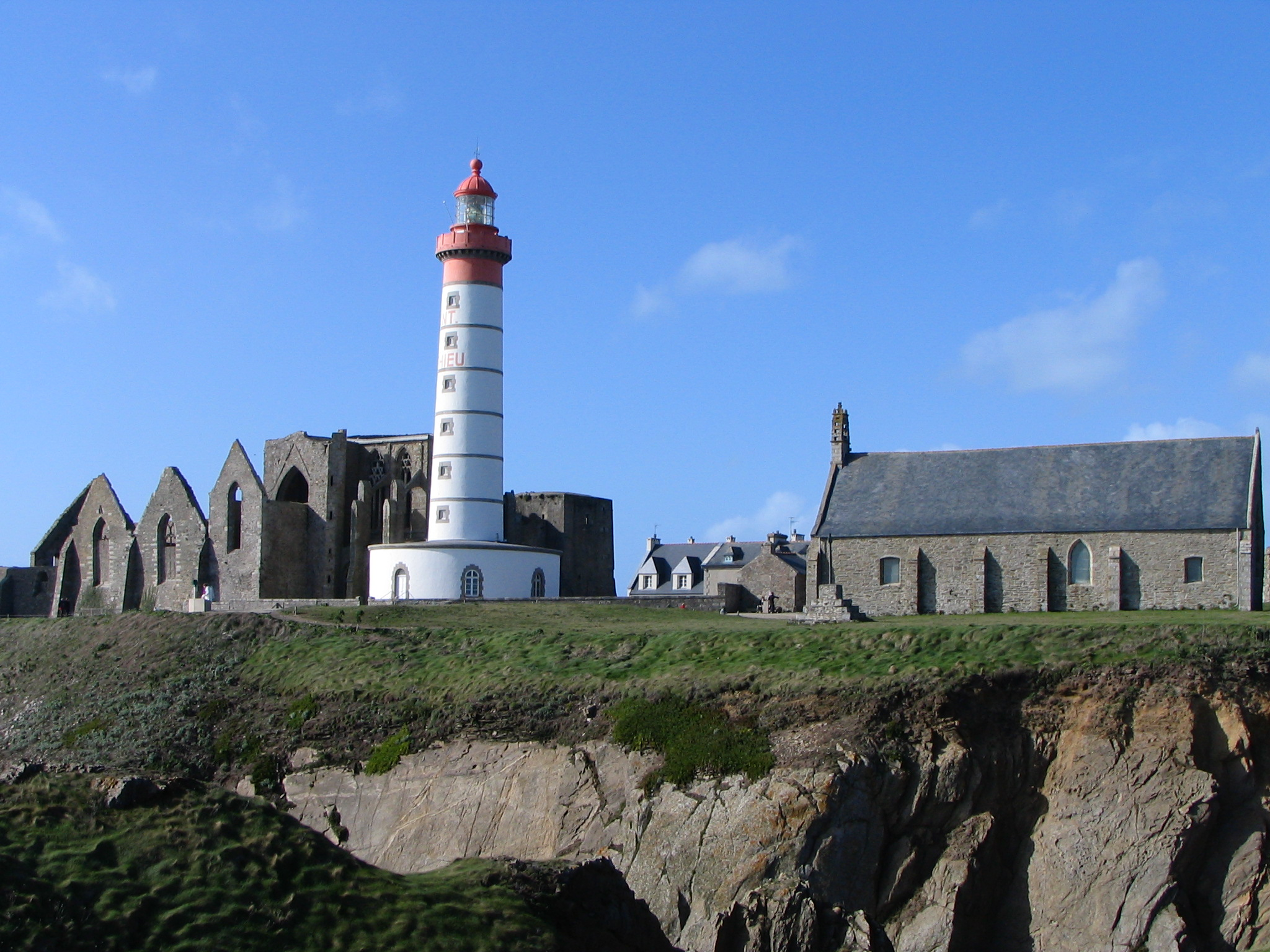
Руины аббатства святого Матфея

Аббатство святого Матфея (фр. abbaye Saint-Mathieu-de-Fine-Terre) — недействующее бенедиктинское аббатство, находящееся на территории коммуны Плугонвелен, департамент Финистер, Бретань, Франция.

## История

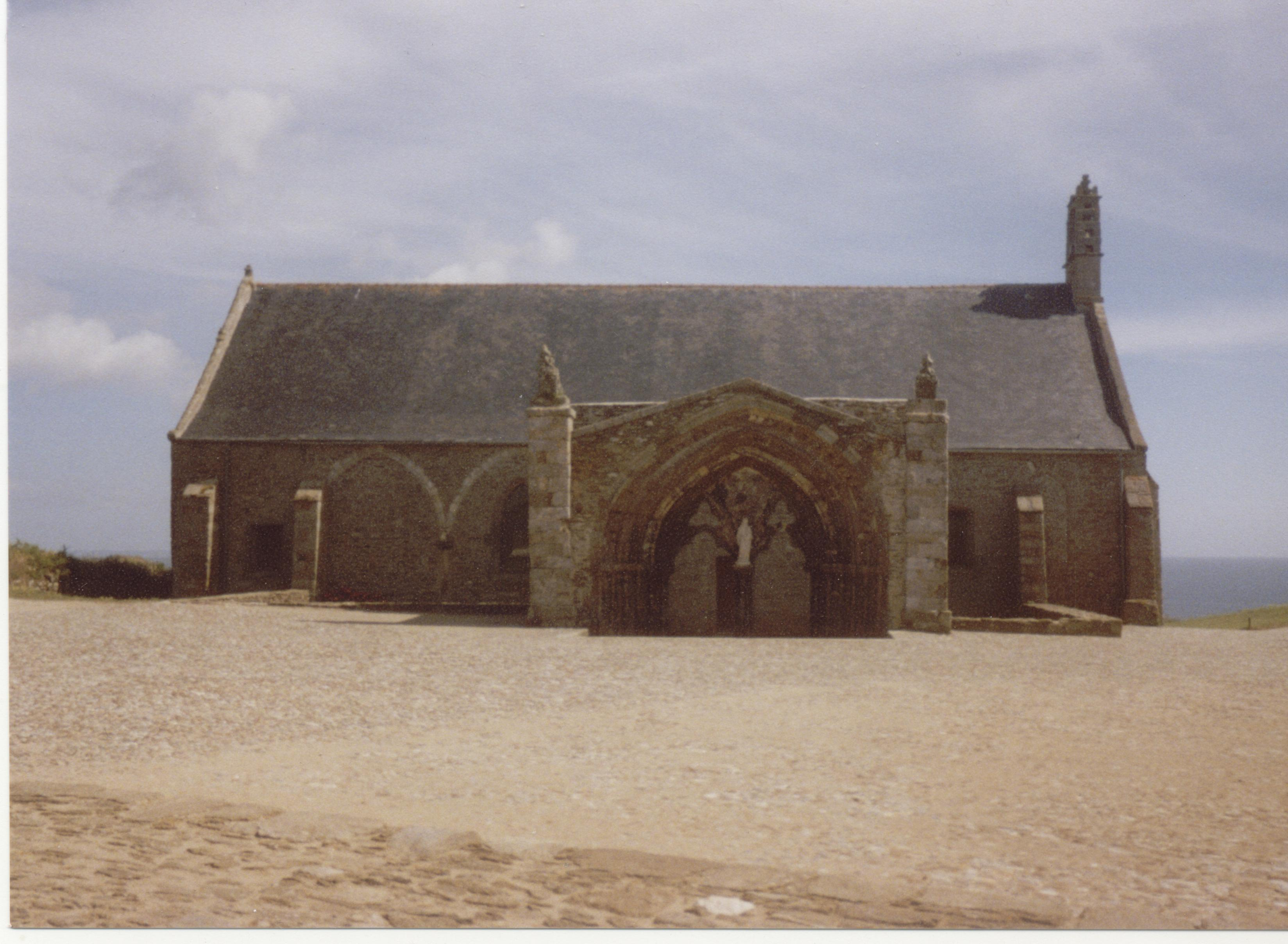
Часовня Девы Марии

Первый монастырь возле бретонского селения Фин-Терр был основан в VI веке святым Танги. В XII веке монастырь пришёл в запустение. В настоящее время аббатство состоит из руин храма, маяка и сохранившейся часовни, посвящённой Деве Марии.

## Источник
• Dom Yves Chaussy, " L’abbaye de Saint-Mathieu de Fine-Terre, Esquisse de son histoire ", Bulletin de la Société Archéologique du Finistère, t. CXXII, 1993.
• Y. Chevillotte, " Recueil de textes sur l’abbaye de Saint-Mathieu de Fin-de-Terre ", Bulletin de l’association Histoires et choses d’autrefois à Plougonvelin, fascicule 17, 1997.
• M-C Cloitre, " L’abbaye retrouvée ", in Saint-Mathieu de Fine-Terre, actes du colloque, Bannalec, 1995.
• R. Daniel, " La mort de l’abbaye bénédictine de Saint-Mathieu de Fine-Terre ", Bulletin de la Société Archéologique du Finistère, t. XCII, 1964.